# آرامگاه رودکی
بدنبال کشفیات صدرالدین عینی آرامگاه رودکی در نیمهٔ قرن بیستم از روی شواهد مندرج در تذکره‌ها و تواریخ نوشته شده از سمرقند پس از مدتی گمگشتگی شناسایی شد؛ و استخوان‌های وی که نشانهٔ کوری هم در آن بود یافته‌های عینی را تثبیت کرد. در پی آن بقعه‌ای شبیه به آرامگاه عطار بر بالای گور وی ساخته شد که هم‌اکنون در روستای بنج‌رودک در نزدیکی شهر پنجکنت در ۱۷۰ کیلومتری شمال شهر دوشنبه و در خاک جمهوری تاجیکستان قرار دارد. بقعهٔ آرامگاه رودکی دارای پلانی هشت ضلعی و گنبدی دایره‌ای شکل در بالای آن است. اخیراً به دعوت وزارت فرهنگ تاجیکستان چند تن از استادان کاشی کار نیشابور به نمایندگی از سوی سازمان میراث فرهنگی و گردشگری و صنایع دستی استان خراسان رضوی برای مرمت آرامگاه رودکی سمرقندی به تاجیکستان اعزام گشتند. کار گروه ایرانی در این مرمت تنها بازسازی گنبد بقعهٔ رودکی به مساحت یکصد متر مربع به سبک افلاک نما، با بهره‌گیری از کاشی فیروزه‌ای بوده‌است.